# イケノエメラルド
イケノエメラルド（1996年5月22日 - ）は、日本の競走馬、繁殖牝馬。主な勝ち鞍は1999年のアラブダービー、アラブ王冠、2000年のアラブギフ大賞典、グランドミックス、黄菊賞、2001年のアラブ王冠。

## 経歴

### 競走馬時代
1998年7月24日、名古屋競馬場1Rのアラ3歳でデビューし1着。3歳時（現2歳）は8戦し、1着6回2着1回3着1回という好成績を収めた。
翌1999年は1月19日のアラ系5組より始動。1番人気に支持されるも11着と沈み、次戦も10着と人気に答えられなかったものの3月からは盛り返し、以降連戦連勝を記録。5月のアラブダービーが自身の重賞初制覇となり、以降アラブ王冠、アラブギフ大賞典、グランドミックスと重賞を総なめにした。その後初遠征のアラブ大賞典（佐賀）にてアキフジクラウンの8着と沈むも依然高い勝率を誇った。
その後2000年8月から北海道へ移籍（〜11月）。4戦し、1着2回2着1回3着1回の好成績を残し名古屋競馬場へ帰還。しかし以前の勢いは消え、名古屋に帰ってきてからは2勝しか挙げられず2001年5月11日の新緑特別にてマリンレオの5着を最後に再び北海道へ移籍。
二度目の北海道は2001年6月から2001年11月まで在籍、重賞1勝含む6勝を記録。その後は福山競馬場へ移籍するもベストリザルトは2着。その後移籍した笠松競馬場では入着すらできなかった。結局2002年9月から三度目の北海道移籍となり、2003年8月19日のレオニズ特別で11着に敗れたのを最後に現役を引退した。

### 繁殖牝馬時代
競走馬引退後は繁殖入りを果たした。2022年8月現在、交配はサラブレッドのみなので、産駒はすべてサラブレッド系種で登録されている。2009年8月14日、初仔のエメチャンがデビュー戦を制し産駒初勝利を挙げた。
2012年8月1日には、大井競馬場で行われた「サンタアニタトロフィー」で第2仔ゴーディーが優勝し、産駒の重賞初勝利となった。
2015年を最後に種付けを行っておらず、第6仔イケノコスモスが2022年7月30日に抹消されたのを最後に現役競走馬としては姿を消した。

## 競走成績
- 1998年（8戦6勝）
- 1999年（11戦8勝）
- 2000年（11戦5勝）
- 2001年（13戦8勝）
- 2002年（14戦0勝）
- 2003年（3戦0勝）

## 繁殖成績
|       | 馬名           | 誕生年 | 性 | 毛色   | 父                 | 厩舎             | 馬主          | 戦績      | 主な成績                             | 供用 | 出典 |
| ----- | -------------- | ------ | -- | ------ | ------------------ | ---------------- | ------------- | --------- | ------------------------------------ | ---- | ---- |
|       | 生後直死       | 2005年 |    |        | キングオブダイヤ   |                  |               |           |                                      |      |      |
|       | 流産           | 2006年 |    |        | キングオブダイヤ   |                  |               |           |                                      |      |      |
| 初仔  | エメチャン     | 2007年 | 牝 | 栗毛   | キングオブダイヤ   | 井樋明正（佐賀） | （同）JPN技研 | 145戦7勝  |                                      | 抹消 |      |
| 第2仔 | ゴーディー     | 2008年 | 牡 | 栗毛   | プレシャスカフェ   | 赤嶺本浩（大井） | 武仲勝        | 104戦12勝 | 1着・サンタアニタT（2012年、2017年） | 抹消 |      |
|       | 流産           | 2009年 |    |        | アサクサデンエン   |                  |               |           |                                      |      |      |
| 第3仔 | アンフィニ     | 2010年 | 牝 | 栗毛   | アサクサデンエン   | 赤嶺本浩（大井） | 武仲勝        | 23戦2勝   |                                      | 抹消 |      |
| 第4仔 | イケノコナン   | 2011年 | 牡 | 栃栗毛 | トワイニング       | 茂崎正善（園田） | 門別敏朗      | 65戦6勝   |                                      | 抹消 |      |
|       | 不受胎         | 2012年 |    |        | サイレントディール |                  |               |           |                                      |      |      |
| 第5仔 | スカレークイン | 2013年 | 牝 | 栗毛   | アッミラーレ       | 岡田一男（浦和） | 住清三        | 70戦4勝   |                                      | 抹消 |      |
|       | 不受胎         | 2014年 |    |        | トランセンド       |                  |               |           |                                      |      |      |
| 第6仔 | イケノコスモス | 2015年 | 牡 | 鹿毛   | トランセンド       | 渡辺博文（佐賀） | 池添安雄      | 71戦9勝   |                                      | 抹消 |      |
|       | 種付せず       | 2016年 |    |        |                    |                  |               |           |                                      |      |      |
|       | 種付せず       | 2017年 |    |        |                    |                  |               |           |                                      |      |      |
|       | 種付せず       | 2018年 |    |        |                    |                  |               |           |                                      |      |      |
|       | 種付せず       | 2019年 |    |        |                    |                  |               |           |                                      |      |      |
|       | 種付せず       | 2020年 |    |        |                    |                  |               |           |                                      |      |      |
|       | 種付せず       | 2021年 |    |        |                    |                  |               |           |                                      |      |      |
|       | 種付せず       | 2022年 |    |        |                    |                  |               |           |                                      |      |      |

## 血統表
| イケノエメラルドの血統        | イケノエメラルドの血統             | イケノエメラルドの血統     | （血統表の出典）           | （血統表の出典） |
| 父系                          | ザテトラーク系                     | ザテトラーク系             | ザテトラーク系             |                  |
| 父 コノミテイオー 1991 鹿毛   | 父の父スマノダイドウ 1970 鹿毛     | ミトタカラ                 | タカクラヤマ               | タカクラヤマ     |
| 父 コノミテイオー 1991 鹿毛   | 父の父スマノダイドウ 1970 鹿毛     | ミトタカラ                 | 金友                       |                  |
| 父 コノミテイオー 1991 鹿毛   | 父の父スマノダイドウ 1970 鹿毛     | トキノメジロ               | メジロオー                 | メジロオー       |
| 父 コノミテイオー 1991 鹿毛   | 父の父スマノダイドウ 1970 鹿毛     | トキノメジロ               | トキノハツエ               |                  |
| 父 コノミテイオー 1991 鹿毛   | 父の母アマノユカリ 1984 栗毛       | タガミホマレ               | ミネフジ                   | ミネフジ         |
| 父 コノミテイオー 1991 鹿毛   | 父の母アマノユカリ 1984 栗毛       | タガミホマレ               | バイオレツト               |                  |
| 父 コノミテイオー 1991 鹿毛   | 父の母アマノユカリ 1984 栗毛       | クレバーイーグル           | スカレー                   | スカレー         |
| 父 コノミテイオー 1991 鹿毛   | 父の母アマノユカリ 1984 栗毛       | クレバーイーグル           | ローゼンクイン             |                  |
| 母 キタノエメラルド 1990 鹿毛 | 母の父キタノトウザイ 1976 栗毛     | スカレー                   | エルシド                   | エルシド         |
| 母 キタノエメラルド 1990 鹿毛 | 母の父キタノトウザイ 1976 栗毛     | スカレー                   | トモスカツプ               |                  |
| 母 キタノエメラルド 1990 鹿毛 | 母の父キタノトウザイ 1976 栗毛     | イナリトウザイ             | カリム                     | カリム           |
| 母 キタノエメラルド 1990 鹿毛 | 母の父キタノトウザイ 1976 栗毛     | イナリトウザイ             | タクマサル                 |                  |
| 母 キタノエメラルド 1990 鹿毛 | 母の母フレツシユデビユー 1985 鹿毛 | カツラギセンプー           | サンコオーテツト           | サンコオーテツト |
| 母 キタノエメラルド 1990 鹿毛 | 母の母フレツシユデビユー 1985 鹿毛 | カツラギセンプー           | セカイクイン               |                  |
| 母 キタノエメラルド 1990 鹿毛 | 母の母フレツシユデビユー 1985 鹿毛 | オリビアクイン             | マルブツセンター           | マルブツセンター |
| 母 キタノエメラルド 1990 鹿毛 | 母の母フレツシユデビユー 1985 鹿毛 | オリビアクイン             | サワソメ                   |                  |
| 母系(F-No.)                   | 不明(FN:不明)                      | 不明(FN:不明)              | 不明(FN:不明)              |                  |
| 5代内の近親交配               | スカレー4×3、ミトタカラ3×5         | スカレー4×3、ミトタカラ3×5 | スカレー4×3、ミトタカラ3×5 |                  |